# Jakob Klinckebeil

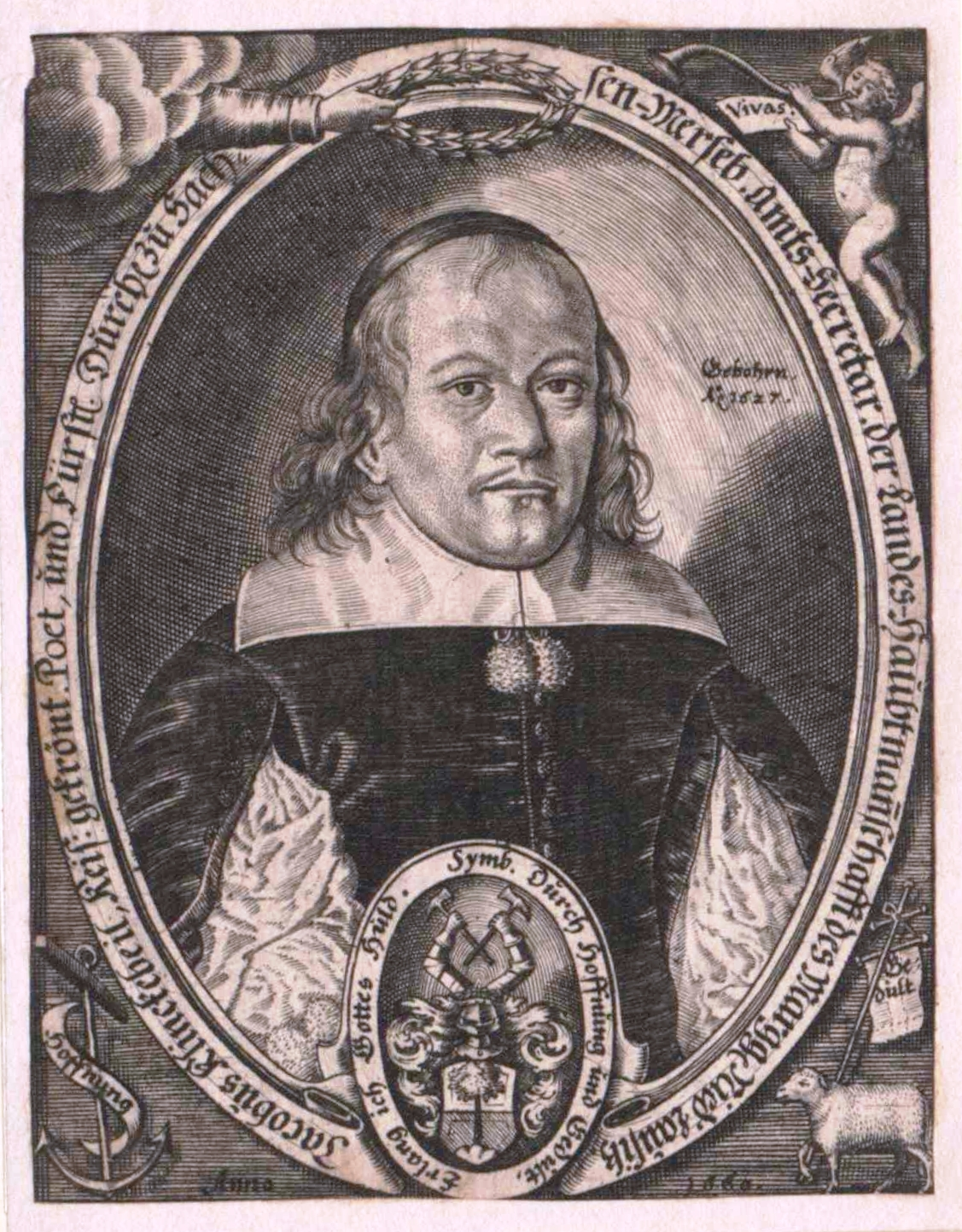
Jakob Klinckebeil

Jakob Klinckebeil (* 12. April 1627 in Kallies; † 8. März 1694) war ein deutscher Dichter.

## Leben
Klinckebeil war der Sohn eines Stadtrichters, sein Großvater war Kallieser Bürgermeister. Er verließ als junger Mensch seine durch den Dreißigjährigen Krieg verödete Heimat und eignete sich in der Fremde eine umfassende Bildung an.
Im Jahr 1658 war er sachsen-merseburgischer Salzamtshauptmann in Guben, war zu dieser Zeit aber auch schon als Dichter bekannt. Sigmund von Birken hatte ihn nach der Sitte der Zeit zum Dichter gekrönt.
Seine wichtigste Dichtung war der um 1660 in Wittenberg erschienene „Andachtshain oder heiliges Lob erschallende Grünewald“. Durch die Erhebung in den Adelstand sollte Klinckebeil für das Werk belohnt und dabei sollte der Zusatzname nach dem Titel dieser Dichtung gewählt worden sein.
Am 8. Februar 1661 heiratete Jakob Klinckebeil von Grünewald in Spremberg Marie Sedligk.
Am Ende seines Lebens besaß Klinckebeil die Güter Grunewald, Großbreesen, Bärenklau, Lübbinchen, Deulowitz und Schmachtenhayn als Geschenke seines Landesherrn.